# Gerhard Rein (Journalist)
Gerhard Rein (* 25. Oktober 1936 in Kulm, Westpreußen) ist ein deutscher Journalist.

## Leben
Nach der Flucht aus Westpreußen lebte Gerhard Rein ab 1945 mit seiner Mutter und den Geschwistern in Achim, wo er auch die Schule abschloss. Nach einer kaufmännischen Lehre in Bremen war er Praktikant beim Weser-Kurier und arbeitete als Journalist beim Achimer Kreisblatt, bei der Ostbremer Rundschau sowie für den Norddeutschen Rundfunk in Hannover. 1961 begann er seine Tätigkeit als Redakteur in der Abteilung Kirche und Gesellschaft des Süddeutschen Rundfunks (SDR). Später übernahm er die Leitung dieser Abteilung. Einige der von ihm redaktionell betreuten Sendereihen (Gespräche, Interviews, Referate) wurden später in Buchform herausgegeben.
Von 1984 bis 1990 war Rein Korrespondent des SDR in der DDR, auch der Deutschlandfunk sendete viele seiner Beiträge. Schwerpunkte seiner Berichterstattung waren die Kultur und die Rolle der Kirche in der DDR. Er hatte vielfältige Kontakte zu Mitgliedern der sich im Umfeld der Evangelischen Kirche formierenden Friedens-, Umwelt- und Oppositionsbewegung und berichtete mit „Distanz zu den Mächtigen, zur Nomenklatura allemal, aber doch nicht zu denen, die das System an den Rand gedrängt hatte und stumm machen wollte“. Mit seinen Reportagen und Kommentaren erschloss er den westdeutschen Hörern die Hintergründe der Entwicklungen, die schließlich zur friedlichen Revolution führten. Seine 1989 und 1990 in der DDR gemachten Erfahrungen publizierte er als Autor und Herausgeber mehrerer Bücher.
Von 1992 bis Ende August 1997 berichtete Rein als Hörfunk-Korrespondent der ARD aus dem südlichen Afrika (Studio Johannesburg). Anschließend war er bis 2001 Hörfunk-Korrespondent des SDR und ab Oktober 1998 des Südwestrundfunks (SWR) in Berlin.
2006 erfuhr Rein, dass sein jüdischer Vater im März 1945 im Konzentrationslager Ebensee in Oberösterreich unter ungeklärten Umständen gestorben ist. Gerhard Rein war Mitglied des Pankower Friedenskreises. Er lebt mit seiner Frau in Berlin-Charlottenburg.
Sein persönlicher Archivbestand befindet sich im Archiv der DDR-Opposition der Robert-Havemann-Gesellschaft.

## Schriften (Auswahl)

### Als Autor und Mitautor
- Heinrich Albertz: Dagegen gelebt – von den Schwierigkeiten, ein politischer Christ zu sein. Gespräche mit Gerhard Rein. Rowohlt (rororo aktuell), Reinbek bei Hamburg 1976, ISBN 3-499-14001-2.[5]
- Die Opposition in der DDR. Entwürfe für einen anderen Sozialismus. Wichern, Berlin 1989, ISBN 3-88981-044-6.
- Die protestantische Revolution 1987–1990. Ein deutsches Lesebuch. Wichern, Berlin 1990, ISBN 3-88981-046-2.
- Auf der Grenze von West und Ost. Texte, Notizen und Gespräche eines Korrespondenten. Quintus, Berlin 2017, ISBN 978-3-945256-92-3.

### Als Herausgeber
- Überredung zu Weihnachten. Ehrenwirth, München 1968.
- Warum ich mich geändert habe. Persönliche Berichte von Heinrich Albertz, Jean Améry und anderen. Kreuz-Verlag, Stuttgart und Berlin 1971, ISBN 3-7831-0370-3.
- Dienstagsgespräche mit Zeitgenossen. Kreuz-Verlag, Stuttgart 1976, ISBN 978-3-7831-0482-0.
- Deutsche Dialoge. Anstöße zu einem Denken. Wichern, Berlin 1987, ISBN 3-88981-033-0.